# Beta Lupi
Désignations
Beta Lupi (β Lupi / β Lup) est une étoile de 3e magnitude de la constellation du Loup. Elle porte le nom traditionnel chinois Kekouan, qui signifie « Officier de cavalerie », nom qu'elle partage avec Kappa Centauri. Elle est proche du rémanent de supernova de SN 1006.
Beta Lupi est une géante bleue de type spectral B2III, située à environ 383 années-lumière de la Terre. Elle est membre du sous-groupe Haut-Centaure Loup de l'association Scorpion-Centaure, qui est l'association d'étoiles massives de types O et B la plus proche du Système solaire. C'est une étoile de type B à pulsation lente présumée, avec deux périodes de variation de 1,821 et de 0,523 jour détectées et elle pourrait être également une variable de type SX Arietis. Sa magnitude apparente varie entre 2,67 et 2,69. Une étude de 2005 l'avait classée comme une étoile variable de type Beta Cephei avec une période de 0,232 jour, mais cette variation n'a pas été retrouvée dans les données du télescope spatial TESS.